# Bussell Highway
Der Bussell Highway ist eine Fernstraße im Südwesten des australischen Bundesstaates Western Australia. Sie verbindet den South Western Highway und die Old Coast Road in Bunbury mit der Hafenstadt Augusta im äußersten Südwesten des Staates. Der Highway ist als State Route 10 ausgeschildert bis auf einen kurzen Abschnitt in Busselton. Der Bau der Umgehungsstraße hat dort dazu geführt, dass der frühere Teil durch die Stadt heute Alternate State Route 10 heißt.

## Geschichte
Der Bussell Highway wurden nach der Bussell-Familie benannt, einer der ersten Siedler dieser Region. Er wurde 1894 von M. C. Davis, einem Sägewerkbesitzer aus Karridale, gebaut, um Vasse und das Gebiet dahinter besser an die bestehende Straße bei Bunbury anzubinden.

## Verlauf
Der Bussell Highway verlässt Bunbury Richtung Südwesten als Fortsetzung der Old Coast Road (R1) und des South Western Highway (S20) und führt an der Küste der Geographe Bay entlang nach Capel, Busselton und Vasse. Südwestlich von Capel erschließt er den Tuart-Forest-Nationalpark. Kurz vor Busselton zweigt der Vasse Highway (S10 / S104) nach Südosten ab.
Von Vasse aus führt der Bussel Highway nach Süden, während die Caves Road (T250) weiterhin der Küste der Geographe Bay und der Westküste folgt. Nach 46 km ist der Ort Margaret River am gleichnamigen Fluss erreicht. Weiter zieht die Straße nach Süden durch die Ortschaft Karridale, wo der Brockman Highway (S10) nach Osten abzweigt und die Bezeichnung Staatsstraße 10 übernimmt.
Auf den letzten 14 km bis zum Endpunkt Augusta an der Flinders Bay mündet von Westen die Caves Road (T250) wieder ein.

## Straßenzustand
Von Bunbury bis Capel, und die Umfahrung von Busselton sind zweispurig pro Fahrrichtung ausgebaut. Die übrige Strecke von Capel nach Busselton und von Vasse nach Augusta ist lediglich einspurig, mit Überholspuren in regelmäßigen Abständen.